# Liste des conseillers régionaux de la Seine-Maritime
Les conseillers régionaux de la Seine-Maritime sont des conseillers qui sont élus dans le cadre des élections régionales pour siéger au conseil régional de Normandie, et précédemment de 1974 à 2015 au conseil régional de Haute-Normandie. Leur nombre et le mode scrutin est fixé par le code électoral, la Seine-Maritime compte 36 conseillers régionaux au niveau du département sur les 102 élus normands.

## Mandature 2021-2028
| Nom                           | Parti | Parti            | Groupe                                             | Autres mandats                                        |
| ----------------------------- | ----- | ---------------- | -------------------------------------------------- | ----------------------------------------------------- |
| Éric Herbet                   |       | DVD              | La Normandie conquérante avec Hervé Morin          | Maire de Quincampoix, président de l'Inter-Caux-Vexin |
| Jean-Baptiste Gastinne        |       | LR puis DVD      | La Normandie conquérante avec Hervé Morin          | Adjoint au maire du Havre                             |
| Catherine Morin-Desailly      |       | LC               | La Normandie conquérante avec Hervé Morin          | Sénatrice de la Seine-Maritime                        |
| Agnès Laloi                   |       | DVD              | La Normandie conquérante avec Hervé Morin          | Maire de Saint-Laurent-en-Caux                        |
| Marie-Agnès Poussier-Winsback |       | LR puis Horizons | La Normandie conquérante avec Hervé Morin          | Maire de Fécamp, présidente de FCLA                   |
| Hubert Dejean de la Bâtie     |       | UDI-LC           | La Normandie conquérante avec Hervé Morin          | Maire de Sainte-Adresse                               |
| Sabrina Goulay                |       | LR               | La Normandie conquérante avec Hervé Morin          | Maire de Sigy-en-Bray                                 |
| Pascal Houbron                |       | UDI-LC           | La Normandie conquérante avec Hervé Morin          | Maire de Bihorel                                      |
| Aline Louisy-Louis            |       | DVD              | La Normandie conquérante avec Hervé Morin          |                                                       |
| Augustin Bœuf                 |       | LR               | La Normandie conquérante avec Hervé Morin          | Adjoint au maire du Havre                             |
| Malika Cherrière              |       | LR               | La Normandie conquérante avec Hervé Morin          | Conseillère municipale du Havre                       |
| Marie-Hélène Roux             |       | LR               | La Normandie conquérante avec Hervé Morin          |                                                       |
| Clotilde Eudier               |       | LR               | La Normandie conquérante avec Hervé Morin          | Maire de Saint-Romain-de-Colbosc                      |
| Xavier Lefrançois             |       | LR               | La Normandie conquérante avec Hervé Morin          | Maire de Neufchâtel-en-Bray                           |
| Jonas Haddad                  |       | LR               | La Normandie conquérante avec Hervé Morin          |                                                       |
| Édouard de Pradel de Lamaze   |       | LR               | La Normandie conquérante avec Hervé Morin          | Maire de Bois-Héroult                                 |
| Virginie Carolo-Lutrot        |       | DVD              | La Normandie conquérante avec Hervé Morin          | Maire de Port-Jérôme-sur-Seine                        |
| Jean-François Bloc            |       | UDI              | La Normandie conquérante avec Hervé Morin          | Maire de Quiberville                                  |
| Laëtitia Malherbe             |       | G·s              | Normandie écologie                                 | Conseillère municipale du Houlme                      |
| Pierre-Emmanuel Hautot        |       | GÉ               | Normandie écologie                                 |                                                       |
| Véronique Béregovoy           |       | EÉLV             | Normandie écologie                                 |                                                       |
| David Fontaine                |       | EÉLV             | Normandie écologie                                 | Adjoint au maire de Saint-Étienne-du-Rouvray          |
| Bénédicte Martin              |       | EÉLV             | Normandie écologie                                 | Conseillère municipale de Fécamp                      |
| Mélanie Boulanger             |       | PS               | SRC - La Normandie nous rassemble                  | Maire de Canteleu                                     |
| Matthieu Brasse               |       | PS               | SRC - La Normandie nous rassemble                  |                                                       |
| Ludovic Delesque              |       | PS               | SRC - La Normandie nous rassemble                  |                                                       |
| Nicolas Bay                   |       | RN               | Rassemblement National - faire gagner la Normandie | Député européen                                       |
| Guillaume Pennelle            |       | RN               | Rassemblement National - faire gagner la Normandie |                                                       |
| Eve Froger                    |       | RN               | Rassemblement National - faire gagner la Normandie | Conseillère municipale du Grand-Quevilly              |
| Anaïs Thomas                  |       | RN               | Rassemblement National - faire gagner la Normandie | Conseillère municipale de Port-Jérôme-sur-Seine       |
| Yves Bonnet                   |       | RN               | Rassemblement National - faire gagner la Normandie |                                                       |
| Vanessa Lancelot              |       | RN               | Rassemblement National - faire gagner la Normandie |                                                       |
| Naoual Guéry                  |       | Modem            | Normandie Terre d'avenir                           |                                                       |
| Oumou Niang-Fouquet           |       | DVC              | Normandie Terre d'avenir                           | Adjointe au maire du Havre                            |
| Laurent Bonnaterre            |       | TdP              | Normandie Terre d'avenir                           | Maire de Caudebec-lès-Elbeuf                          |
| Jean Delalandre               |       | DVD              | Normandie Terre d'avenir                           | Maire de Duclair                                      |

## Mandature 2015-2021
| Nom                                    | Parti | Parti      | Groupe                                    | Autres mandats |
| -------------------------------------- | ----- | ---------- | ----------------------------------------- | --- |
| Nicolas Mayer-Rossignol                |       | PS         | Socialistes, radicaux et citoyens         | Ancien président du conseil régional de Haute-Normandie (2013-2015), maire de Rouen (depuis 2020), président de la Métropole Rouen Normandie (depuis 2020)                                                       |
| Oumou Niang-Fouquet                    |       | PS         | Socialistes, radicaux et citoyens         | Ancienne conseillère municipale du Havre |
| Sébastien Jumel (démission en 2017)    |       | PCF        | Élus communistes et Front de gauche       | Maire de Dieppe (2008-2017), député (2017-2024), ancien conseiller général (2002-2015) |
| Estelle Grelier                        |       | PS         | Socialistes, radicaux et citoyens         | Conseillère municipale d'opposition à Fécamp (2014-), ancienne secrétaire d'État (2016-2017), ancienne députée (2012-2017)                                                                                       |
| Claude Taleb                           |       | ex-EELV    | Normandie écologie                        | Ancien vice-président de la région Haute-Normandie (2010-2015) |
| Valérie Garraud                        |       | PS         | Socialistes, radicaux et citoyens         | Ancienne conseillère municipale à Blangy-sur-Bresle (2001-2008) |
| Joachim Moyse                          |       | PCF        | Élus communistes et Front de gauche       | Maire de Saint-Étienne-du-Rouvray (2017-), vice-président de la Métropole Rouen-Normandie (2017-), conseiller régional (2015-)                                                                                   |
| Catherine Troallic                     |       | PS         | Socialistes, radicaux et citoyens         | Ancienne députée (2012-2017), ancienne conseillère municipale au Havre (2008-2012) |
| Frédéric Sanchez                       |       | PS         | Socialistes, radicaux et citoyens         | Président de la Métropole Rouen-Normandie (depuis 2015, de la CREA entre 2012 et 2015), maire du Petit-Quevilly (2001-2019)                                                                                      |
| Céline Brulin                          |       | PCF        | Élus communistes et Front de gauche       | Sénatrice de Seine-Maritime (depuis 2018), ancienne conseillère municipale de Bolbec (2008-2018) |
| Gilles Houdouin                        |       | Ensemble ! | Élus communistes et Front de gauche       | |
| Valérie Gibert-Thieulent (depuis 2017) |       | PRG        | Socialistes, radicaux et citoyens         | |
| Nicolas Bay                            |       | FN puis RN | Normandie Bleu Marine                     | Député européen (depuis 2014), coprésident du groupe ENL (depuis 2017), ancien vice-président du FN (2017-2018)                                                                                                  |
| Françoise Duchaussoy                   |       | FN puis RN | Normandie Bleu Marine                     | Conseillère municipale d'Eu (depuis 2014) |
| Jacques Gaillard                       |       | FN puis RN | Non-inscrit                               | Conseiller municipal du Petit-Quevilly (depuis 2008), ancien secrétaire départemental du FN (2014-2016) |
| Isabelle Gilbert                       |       | FN puis RN | Normandie Bleu Marine                     | Ancienne conseillère municipale d'Elbeuf (2014-2017) |
| Damien Lenoir                          |       | FN puis RN | Non-inscrit                               | Conseiller municipal du Havre (depuis 2014) |
| Elizabeth Lalanne De Haut              |       | FN puis RN | Normandie Bleu Marine                     | Conseillère municipale de Darnétal (depuis 2014) |
| Guillaume Pennelle                     |       | FN puis RN | Normandie Bleu Marine                     | Conseiller municipal de Rouen (depuis 2014) |
| Geneviève Salvisberg                   |       | FN puis RN | Normandie Bleu Marine                     | Conseillère municipale de Fécamp (depuis 2014) |
| Françoise Guégot                       |       | LR         | La Normandie conquérante avec Hervé Morin | Vice-présidente du conseil régional (2015-), ancienne députée (2007-2017), ancienne maire de Mont-Saint-Aignan (2001-2008)                                                                                       |
| Jean-Baptiste Gastinne                 |       | LR         | La Normandie conquérante avec Hervé Morin | Vice président du conseil régional (2015-), 1er adjoint au maire du Havre (2017-2019), vice-président de la CODAH (2014-2019), maire du Havre (depuis 2019), président de Le Havre Seine Métropole (depuis 2019) |
| Catherine Morin-Desailly               |       | UDI        | La Normandie conquérante avec Hervé Morin | Sénatrice (2004-), présidente de la commission de la culture et de l'éducation (2014-), conseillère municipale de Rouen (2001-)                                                                                  |
| Julien Demazure                        |       | LR         | La Normandie conquérante avec Hervé Morin | Maire de La Neuville-Chant-d'Oisel (depuis 2014) |
| Marie-Agnès Poussier-Winsback          |       | LR         | La Normandie conquérante avec Hervé Morin | Vice présidente du conseil régional (2015-), maire de Fécamp (depuis 2014), présidente de FCLA (depuis 2015) |
| Hubert Dejean de la Batie              |       | UDI        | La Normandie conquérante avec Hervé Morin | Vice président du conseil régional (2015-), maire de Sainte-Adresse (depuis 2014), vice-président de la CODAH (depuis 2014)                                                                                      |
| Marie-Françoise Guguin                 |       | LR         | La Normandie conquérante avec Hervé Morin | Vice-présidente du conseil régional (2015-), adjointe au maire de Bois-Guillaume (2008-), VP de la Métropole de Rouen (2015-)                                                                                    |
| Pascal Houbron                         |       | UDI        | La Normandie conquérante avec Hervé Morin | Maire de Bihorel (depuis 2002, délégué de 2012 à 2014) |
| Nathalie Thierry                       |       | LR         | La Normandie conquérante avec Hervé Morin | Maire de Clères (depuis 2001) |
| Thierry Dulière                        |       | LR         | La Normandie conquérante avec Hervé Morin | Conseiller municipal de Dieppe (depuis 2019) |
| Malika Cherrière                       |       | LR         | La Normandie conquérante avec Hervé Morin | Conseillère municipale du Havre (depuis 2014) |
| Didier Peralta                         |       | UDI        | La Normandie conquérante avec Hervé Morin | Maire de Gruchet-le-Valasse (depuis 2001) |
| Clotilde Eudier                        |       | LR         | La Normandie conquérante avec Hervé Morin | Vice-présidente du conseil régional (2015-), ancienne conseillère municipale de Saint-Romain-de-Colbosc (depuis 2014)                                                                                            |
| Xavier Lefrançois                      |       | LR         | La Normandie conquérante avec Hervé Morin | Maire de Neufchâtel-en-Bray (depuis 2008), vice-président de la Communauté Bray-Eawy (depuis 2017) |
| Valérie Egloff                         |       | UDI        | La Normandie conquérante avec Hervé Morin | Conseillère municipale du Havre (depuis 2014), vice-présidente de la CODAH (depuis 2014) |
| Edouard de Pradel de Lamazé            |       | LR         | La Normandie conquérante avec Hervé Morin | Maire de Bois-Héroult (depuis 1995) |
| Isabelle Vandenberghe                  |       | LR         | La Normandie conquérante avec Hervé Morin | Conseillère municipale d'Eu (depuis 2014) |
| Jean-François Bloc                     |       | UDI        | La Normandie conquérante avec Hervé Morin | Maire de Quiberville (depuis 1987), vice-président de la CC Terroir de Caux (depuis 2017) |

## Mandature 2010-2015
La Seine-Maritime compte 39 conseillers régionaux sur les 55 élus qui composent l'assemblée du Conseil régional de Haute-Normandie, issue des élections des 14 et 21 mars 2010.
Composition par ordre décroissant du nombre d'élus :
- PSEA : ? élus
- EELV : ? élus
- UDC : ? élus
- FdG : ? élus
- FN : ? élus
- NI-NA : ? élus

| Nom                           | Parti | Parti | Groupe | Autres mandats/fonctions |
| ----------------------------- | ----- | ----- | ------ | ------------------------ |
| François Auber                |       |       | ps     |                          |
| Valérie Auvray                |       |       | EELV   |                          |
| Nicolas Bay                   |       |       | FN     |                          |
| Jean Bazin                    |       |       |        |                          |
| Céline Brulin                 |       |       | FDG    |                          |
| Véronique Bérégovoy           |       |       | EELV   |                          |
| Kader Chékhémani              |       |       | PS     |                          |
| David Cormand                 |       |       | EELV   |                          |
| Hubert Dejean de La Bâtie     |       |       | UDC    |                          |
| Julien Dugnol                 |       |       | FDG    |                          |
| Valérie Egloff                |       |       | UDC    |                          |
| Michelle Ernis                |       |       | FDG    |                          |
| Dominique Gambier             |       |       | PS     |                          |
| Jean-Baptiste Gastinne        |       |       | UDC    |                          |
| Christian Gauthier            |       |       | FDG    |                          |
| Valérie Gibert-Thieulent      |       |       | UDC    |                          |
| Charlotte Goujon              |       |       | PS     |                          |
| Pascal Houbron                |       |       | UDC    |                          |
| Emmanuèle Jeandet-Mengual     |       |       | PS     |                          |
| Elyssa Kraiem                 |       |       |        |                          |
| Élizabeth Lalanne de Haut     |       |       | FN     |                          |
| Blandine Lefebvre             |       |       | UDC    |                          |
| Laure Leforestier             |       |       | PS     |                          |
| Xavier Lefrançois             |       |       | UDC    |                          |
| Thierry Légier                |       |       | FN     |                          |
| Charlotte Lemoine             |       |       | PS     |                          |
| Daniel Lesueur                |       |       | PS     |                          |
| Thierry Levasseur             |       |       | PS     |                          |
| Noël Levillain                |       |       | FDG    |                          |
| Laurent Logiou                |       |       | PS     |                          |
| Frédéric Malvaud              |       |       |        |                          |
| Bénédicte Martin              |       |       | PS     |                          |
| Nicolas Mayer-Rossignol       |       |       | PS     |                          |
| Sophie Molle                  |       |       | PS     |                          |
| Marie-Agnès Poussier-Winsback |       |       | UDC    |                          |
| Marie-Estelle Préjean         |       |       |        |                          |
| Claude Taleb                  |       |       |        |                          |
| Muriel Toscani                |       |       | PS     |                          |
| Catherine Troallic            |       |       | PS     |                          |